# Campeonato Mundial de Natação em Piscina Curta de 2021 - 200 m costas feminino
A prova dos 200 metros nado costas feminino do Campeonato Mundial de Natação em Piscina Curta de 2021 foi disputado no dia 18 de dezembro de 2021, na Etihad Arena, em Abu Dhabi, nos Emirados Árabes Unidos.

## Recordes
Antes desta competição, os recordes mundiais e do campeonato nesta prova eram os seguintes:
|                       | Nome           | Nacionalidade | Tempo   | Local    | Data                   |
| --------------------- | -------------- | ------------- | ------- | -------- | ---------------------- |
| Recorde mundial       | Kaylee McKeown | Austrália     | 1:58.94 | Brisbane | 28 de novembro de 2020 |
| Recorde do campeonato | Katinka Hosszú | Hungria       | 1:59.23 | Doha     | 5 de dezembro de 2014  |

## Medalhistas
| Ouro              | Prata             | Bronze                 |
| Rhyan White (USA) | Kylie Masse (CAN) | Isabelle Stadden (USA) |

## Resultados

### Eliminatórias
As eliminatórias ocorreram dia 18 de dezembro com um total de 25 nadadoras.
| Colocação | Bateria | Raia | Nadadora                | Nacionalidade              | Tempo   | Notas            |
| --------- | ------- | ---- | ----------------------- | -------------------------- | ------- | ---------------- |
| 1         | 3       | 2    | Isabelle Stadden        | Estados Unidos             | 2:03.26 | Q                |
| 2         | 3       | 6    | Rhyan White             | Estados Unidos             | 2:04.08 | Q                |
| 3         | 1       | 4    | Margherita Panziera     | Itália                     | 2:04.58 | Q                |
| 4         | 2       | 4    | Kylie Masse             | Canadá                     | 2:04.79 | Q                |
| 5         | 2       | 5    | Anastasiya Shkurdai     | Bielorrússia               | 2:04.98 | Q                |
| 6         | 1       | 2    | Peng Xuwei              | China                      | 2:05.12 | Q                |
| 7         | 3       | 4    | Kira Toussaint          | Países Baixos              | 2:05.27 | Q                |
| 8         | 3       | 5    | Daryna Zevina           | Ucrânia                    | 2:05.36 | Q                |
| 9         | 1       | 3    | Ekaterina Avramova      | Turquia                    | 2:06.00 |                  |
| 10        | 2       | 6    | Eszter Szabó-Feltóthy   | Hungria                    | 2:06.13 |                  |
| 11        | 2       | 3    | Katie Shanahan          | Reino Unido                | 2:06.24 |                  |
| 12        | 2       | 2    | Liu Yaxin               | China                      | 2:06.29 |                  |
| 13        | 1       | 5    | Daria Ustinova          | Federação Russa de Natação | 2:06.32 |                  |
| 14        | 3       | 3    | Lena Grabowski          | Áustria                    | 2:08.39 |                  |
| 15        | 2       | 7    | Gabriela Georgieva      | Bulgária                   | 2:08.52 |                  |
| 16        | 1       | 1    | Andrea Becali           | Cuba                       | 2:12.01 | Recorde nacional |
| 17        | 2       | 8    | Elizabeth Jiménez       | República Dominicana       | 2:14.23 |                  |
| 18        | 1       | 7    | Florencia Perotti       | Argentina                  | 2:14.36 |                  |
| 19        | 2       | 1    | Elisabeth Erlendsdóttir | Ilhas Feroé                | 2:14.55 |                  |
| 20        | 3       | 8    | Nicole Frank            | Uruguai                    | 2:15.71 |                  |
| 21        | 3       | 7    | Tamara Potocká          | Eslováquia                 | 2:16.59 |                  |
| 22        | 1       | 8    | Samantha van Vuure      | Curaçau                    | 2:22.82 |                  |
| 23        | 3       | 0    | Chrysoula Karamanou     | Chipre                     | 2:23.48 |                  |
| 24        | 1       | 0    | Leilaa Al-Khatib        | Emirados Árabes Unidos     | 2:26.27 |                  |
| 25        | 2       | 0    | Aishath Sausan          | Maldivas                   | 2:43.61 |                  |
| 26        | 1       | 6    | Hanna Rosvall           | Suécia                     | DNS     |                  |
| 26        | 3       | 1    | Nina Kost               | Suíça                      | DNS     |                  |

### Final
A final foi realizada em 18 de dezembro.
| Colocação         | Raia | Nadadora            | Nacionalidade  | Tempo   | Notas            |
| ----------------- | ---- | ------------------- | -------------- | ------- | ---------------- |
| Medalha de ouro   | 5    | Rhyan White         | Estados Unidos | 2:01.58 |                  |
| Medalha de prata  | 6    | Kylie Masse         | Canadá         | 2:02.07 |                  |
| Medalha de bronze | 4    | Isabelle Stadden    | Estados Unidos | 2:02.20 |                  |
| 4                 | 7    | Peng Xuwei          | China          | 2:03.00 | Recorde nacional |
| 5                 | 3    | Margherita Panziera | Itália         | 2:03.20 |                  |
| 6                 | 2    | Anastasiya Shkurdai | Bielorrússia   | 2:03.26 |                  |
| 7                 | 1    | Kira Toussaint      | Países Baixos  | 2:04.74 |                  |
| 8                 | 8    | Daryna Zevina       | Ucrânia        | 2:06.57 |                  |

Legenda
| Recorde mundial       | Recorde mundial (World record)               |                       | Recorde africano                      | Recorde africano (African) |                                           | Q | Classificado por posição (Qualified) |
| Recorde do campeonato | Recorde do campeonato (Championship record)  | Recorde da América    | Recorde da América (Americas)         | q                          | Classificado por melhor tempo (Qualified) |   |                                      |
| Melhor marca do ano   | Melhor marca do ano (World leading)          | Recorde asiático      | Recorde asiático (Asian)              | DNS                        | Não largou (Did not start)                |   |                                      |
| Recorde nacional      | Recorde nacional (National record)           | Recorde europeu       | Recorde europeu (European)            | DNF                        | Não terminou (Did not finish)             |   |                                      |
| Recorde pessoal       | Recorde pessoal do atleta (Personal best)    | Recorde da Oceania    | Recorde da Oceania (Oceania)          | DSQ / DQ                   | Desclassificado (Disqualified)            |   |                                      |
| Recorde da temporada  | Recorde da temporada do atleta (Season best) | Recorde sul-americano | Recorde sul-americano (South America) | NM                         | Sem marca (No mark)                       |   |                                      |